# Тённесен, Андерс
Андерс Йоханн Георг Тённесен (дат. Anders Johann Georg Tønnesen; род. 16 сентября 2002) — датский футболист, вратарь фарерского клуба «ТБ».

## Карьера
Андерс начинал карьеру в «Люнгбю». Он дебютировал во взрослом футболе за резервную команду родного клуба в низших дивизионах Дании в сезоне 2019/20. В частности, вратарь пропустил 3 гола в матче с «Каструпом». В сезоне 2021/22 он играл за «Оуре ФА» в Датской Серии и стал победителем группы 3 в составе этой команды. В сезоне 2022/23 Андерс вернулся в дубль «Люнгбю». В первой половине сезона 2023/24 голкипер защищал цвета «Ванлёзе» в третьем дивизионе Дании.
В 2024 году Андерс отправился на Фарерские острова и присоединился к местному клубу «ТБ». Он и ганец Муса Арма были единственными легионерами в коллективе из Твёройри. Его дебют за «чёрно-белых» состоялся 30 марта, когда он пропустил 2 мяча от «АБ» в матче первого дивизиона. Главные успехи Андерса пришлись на кампанию в Кубке Фарерских островов. Он стал героем в серии пенальти четвертьфинала с «Б68», отразив удар Карстина Клементсена. Андерс сохранил свои ворота в неприкосновенности в первом полуфинальном поединке против «Б36», благодаря чему «ТБ» одержал победу с минимальным счётом. Он принимал участие и в ответной игре, где пропустил 3 гола, и по итогам двух встреч в финал турнира вышел «Б36». В первом дивизионе вратарь суммарно провёл 25 матчей и пропустил в них 20 голов, тем самым внеся свой вклад в возвращение «ТБ» в фарерскую премьер-лигу по итогам сезона-2024.

## Достижения
«Оуре ФА»
- Победитель Датской Серии (1): 2021/22 (группа 3)